# Brusiói spirálviadukt
A Brusiói spirálviadukt (hivatalos nevén a Viadotto elicoidale di Brusio) egy kilenc nyílású egyvágányú vasúti kő spirálviadukt Svájcban, Brusióban. A Rhätische Bahn Bernina-vasútvonalán található. A viadukt Svájc világörökségi helyszíne. A híd a Graubünden kantonban, Brusio és Campascio között található, 55 km-re St. Moritztól.

## Története
A Bernina-vasút építése során a mérnökei úgy döntöttek, hogy az útvonalnak és a kialakításának a lehető legnagyobb mértékben követnie kell a természetes tájat, és ahhoz kell alkalmazkodnia, elkerülve minden felesleges bonyolítást, ahol csak lehetséges. Úgy döntöttek továbbá, hogy elkerülik a fogaskerekű vasút építését, mivel azt szerették volna, hogy a vonal mind személy-, mind teherforgalomra alkalmas legyen; a fogaskerekes rendszer alkalmazása lehetetlenné tette volna a nehéz vonatok közlekedését, ami gyakorlatilag megakadályozta volna a vonal tehervonatok általi használatát. Kívánatos volt továbbá, hogy a vonal a völgyben fekvő településeket is kiszolgálja, ezért az útvonal magassága a völgy talajszintjétől függően változott. Ezek a döntések vezettek a Brusio spirálviadukt építéséhez.
Brusio déli részén spirálviaduktot kellett építeni, hogy a vasút meredeksége ne haladja meg a megengedett 7%-ot, így a vonat nem csúszik meg felfelé, és nem válik irányíthatatlanná lefelé. Ezen a helyen eredetileg nem tervezték viadukt építését; ehelyett egy spirálalagutat akartak építeni, de a helyi geológiai adottságok miatt elvetették ezt a tervet. Ezért a vonal mérnökei úgy döntöttek, hogy egy 360 fokos, 50–70 m sugarú ívet építenek, amely a völgy aljáról emelkedik fel, és a viadukt ennek az ívnek a részét képezi.
A spirális viadukt 110 méter hosszú, vízszintes görbületi sugara 70 méter, hosszanti lejtése 7 százalék, és kilenc, egyenként 10 méter hosszú boltívből áll. A spirál alakú kialakítás maximális emelkedési sebességet biztosít a hagyományos ívhez képest, ugyanakkor elkerüli a szerpentines alternatíva kellemetlenségeit is. Ahol csak lehetséges volt, a helyi anyagokat használták fel az építéshez.
1908. július 1-jén a viaduktot a Bernina-vasút Tirano–Poschiavo szakaszának megnyitásával egy időben adták át. 1943-ban a Bernina-vasút egészét átvette a haetian Railway; ez a vállalat a mai napig tulajdonosa és üzemeltetője a spirálviaduktnak. A spirálviadukt nemcsak a helyi kereskedelmet, hanem az idegenforgalmat is elősegítik. 2008 óta a spirálviadukt, a többi útvonal részeként, az UNESCO világörökség részét képezi.

## Galéria

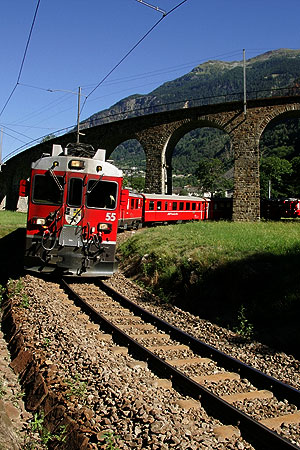
Egy RhB ABe 4/4 III sorozatú motorkocsi közeledik a spirálviadukton
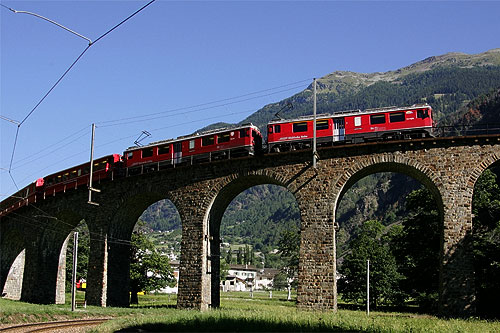
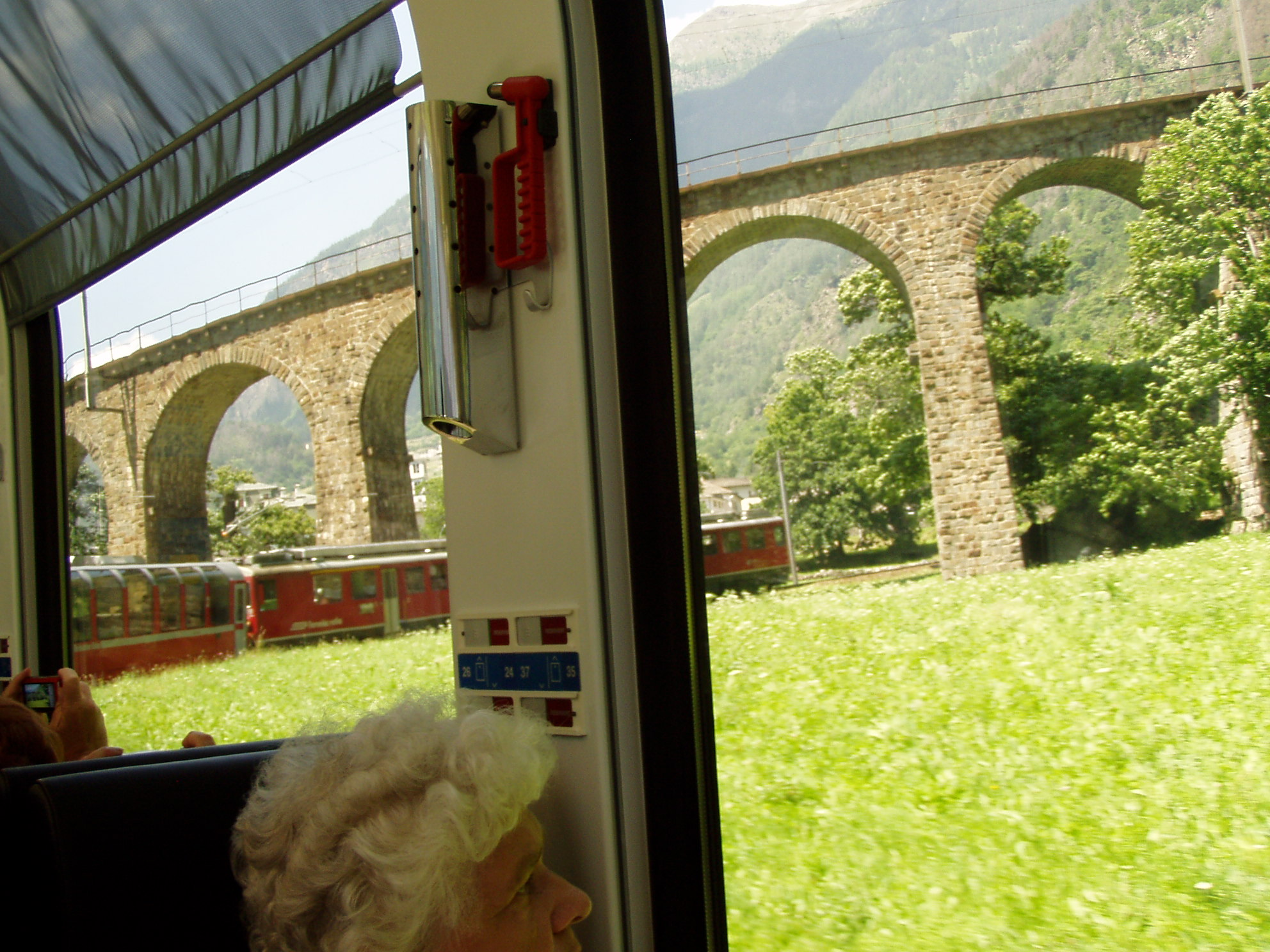
Kilátás a vonatból
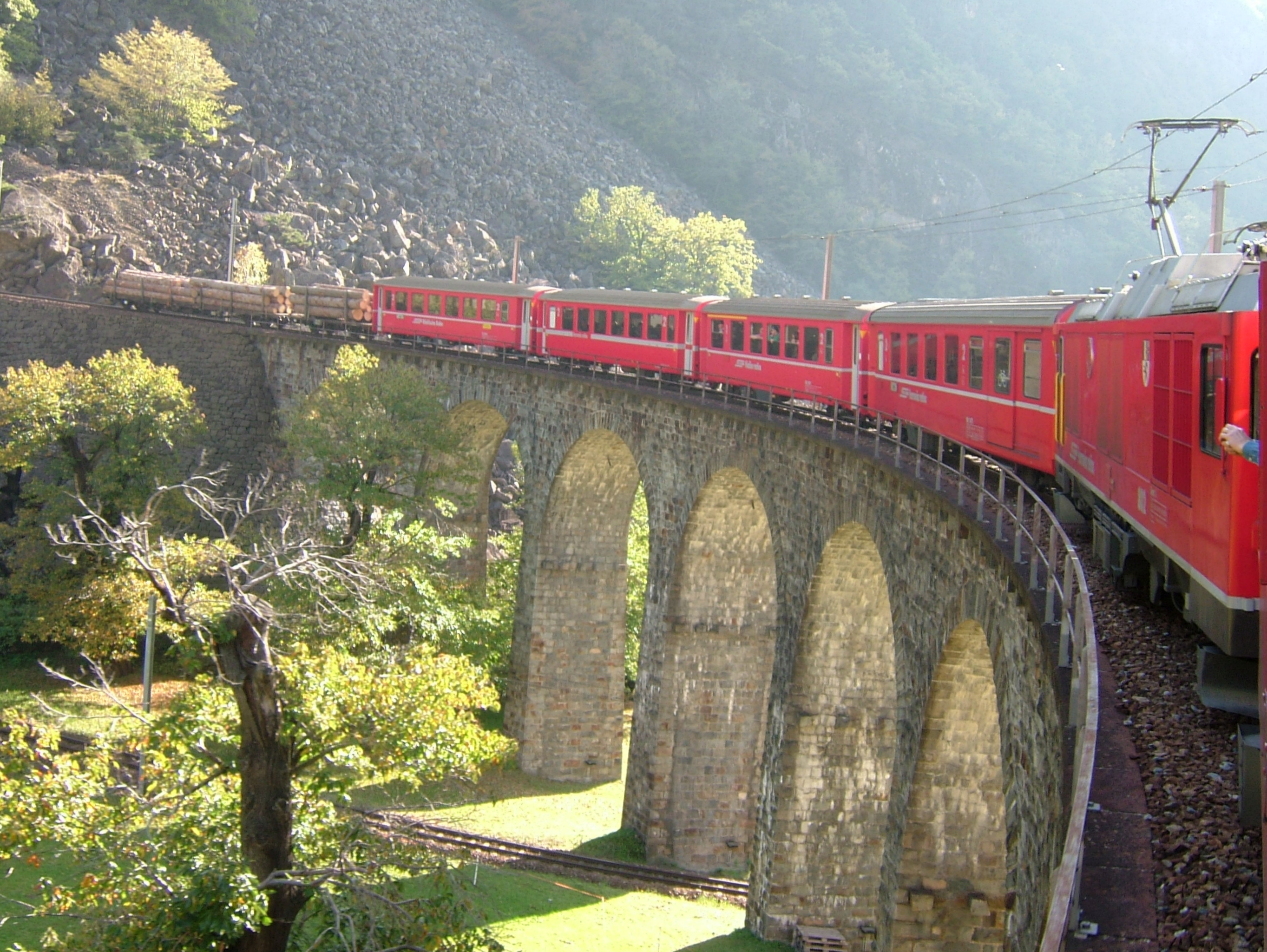